# 郷田翼
郷田 翼（ごうでん つばさ、12月29日 - ）は、日本の男性声優。埼玉県出身。東京俳優生活協同組合所属。

## 来歴
以前はリンク・プランに所属していた。
2019年、俳協ボイス56期出身。
2020年に東京俳優生活協同組合に所属。

## 人物
声種はテノール。
免許・資格は普通自動車免許。
趣味・スポーツはアイドル鑑賞、ダンス、トランペット。

## 出演
太字はメインキャラクター。

### テレビアニメ
2017年
- ねこねこ日本史（フランス猫 他）
- ようこそ実力至上主義の教室へ（2017年 - 2024年、幸村輝彦、生徒） - 3シリーズ

2018年
- 多田くんは恋をしない（男子生徒、カップル、カップル（男） ）
- 美男高校地球防衛部HAPPY KISS!（生徒）
- ラーメン大好き小泉さん（男子C、男子生徒B）

2021年
- カノジョも彼女（男子生徒）

2022年
- アキバ冥途戦争（客、観客）
- スローループ（客）
- 怪人開発部の黒井津さん（観客A）
- それでも歩は寄せてくる（角竜タケル）

2023年
- カミエラビ
- パズドラ（2023年 - 2024年、スノウ）

### ゲーム
2015年
- アジト×タツノコレジェンズ（オペレーター）

2018年
- フォルティッシモ

2016年
- 壁ドン彼氏（有栖川宙）

2017年
- ソードアート・オンライン -インテグラル・ファクター-
- トリックスター 〜召喚士になりたい〜（セシル）

2018年
- ORDINAL STRATA -オーディナル ストラータ-（ユーリウス）

2021年
- 白猫プロジェクト（ロック）

2023年
- アスタータタリクス（ルーシャス）
- 原神

### その他コンテンツ
- 南条翔は其の狐の如く PV（ナレーション）
- 無属性魔法の救世主 PV（アスラ）